# Comité Europeo de Protección de Datos
El Comité Europeo de Protección de Datos (CEPD) es un organismo público europeo independiente cuyos objetivos son garantizar la aplicación coherente del Reglamento General de Protección de Datos (RGPD) en la Unión Europea, así como Noruega, Liechtenstein e Islandia, y promover la cooperación entre las autoridades de protección de datos de los Estados de la UE. 
El 25 de mayo de 2018, con la entrada en vigor del RGPD, el CEPD sustituyó al Grupo de Trabajo del artículo 29.

## Cometido y responsabilidades
Pueden adoptar directrices generales que permitan clarificar los términos de la legislación europea de protección de datos, proporcionando a todas las partes interesadas una interpretación coherente de sus derechos y obligaciones.
También tienen capacidad en base al RGPD para tomar resoluciones vinculantes con respecto a las autoridades nacionales de supervisión con el fin de garantizar una aplicación coherente de la normativa.
También son cometidos y responsabilidades suyas:
- Adoptar pautas, recomendaciones e identificar las mejores prácticas relacionadas con la interpretación y aplicación del GDPR.
- Asesorar a la Comisión Europea sobre cualquier asunto relacionado con la protección de datos personales en el Espacio Económico Europeo (EEE).
- Emitir opiniones para garantizar una aplicación coherente del RGPD por parte de las autoridades nacionales de supervisión, en particular sobre decisiones que tengan efectos transfronterizos.
- Actuar como organismo de resolución de disputas en disputas entre autoridades nacionales que cooperan en casos transfronterizos.
- Fomentar el desarrollo de códigos de conducta y establecer mecanismos de certificación en el ámbito de la protección de datos.
- Promover la cooperación y el intercambio eficiente de información y buenas prácticas entre las autoridades nacionales de supervisión.

## Presidencia
El Comité Europeo de Protección de Datos está representado por su presidencia. Este cargo último es elegido de entre sus miembros por mayoría simple por un período de cinco años, renovable una vez. El mismo procedimiento de elección y el mismo mandato se aplica a los dos vicepresidencias. 
Actualmente, la presidencia de la Comisión la ejercen:
- Ana Talaus, presidenta.
- Irene Loizidou Nikolaidou, vicepresidenta.
- Aleid Wolfsen, vicepresidente.

## Miembros del CEPD
El Comité está formado por representantes de las 27 autoridades nacionales de protección de datos de la UE y 3 del EEE / AELC y del Supervisor Europeo de Protección de Datos (SEPD).